# Arroyo Quillay
De Arroyo Quillay is een riviertje in Uruguay.
Zij ontspringt in het grensgebied van de departementen Tacuarembó en Paysandú, in de heuvelrug Cuchilla de Haedo noordelijk van Piedra Sola. Zij stroomt in oostelijke richting om enkele km ten zuiden van Paso de Pérez in de Arroyo Malo uit te monden. De afstand van bron tot monding is hemelsbreed circa 10 km. De Arroyo Malo mondt weer uit in de Río Negro. De Arroyo Quillay behoort daarmee tot het stroomgebied van de Río de la Plata.